# アトム ザ・ビギニング
『アトム ザ・ビギニング』（ATOM THE BEGINNING）は、手塚治虫（原案）、ゆうきまさみ（コンセプトワークス）、手塚眞（監修）、手塚プロダクション（協力）、カサハラテツロー（作画）による日本の漫画作品および同作を原作としたテレビアニメ。『月刊ヒーローズ』（ヒーローズ）にて2015年1月号から2020年12月号（休刊号）まで連載され、のちウェブコミック配信サイト『コミプレ』にて続きを配信中。

## 作風・コンセプト
『鉄腕アトム』を原案としており、当初はアトム誕生までの物語を描くとされていた。しかしストーリーの進展に従って『鉄腕アトム』本編とのズレが生じ、後に1969年に起きた事件を契機に、『鉄腕アトム』本編とは歴史が分岐した別世界との設定になった。
コンセプトワークスを担当したゆうきまさみは自身の役割について、「本当に最初の時点で、天馬とお茶の水のキャラクターデザインをやって、『このような流れで行ったらいいんじゃないですか』みたいなことをしゃべったぐらいで。だから、いまだに名前載っけてもらってますけども、1巻以外は全然何もやってない感じです」と発言している。この理由について、「最初はカサハラさんじゃなくて、もっと新人の方がやるはずだったんで、それだったらもっと口出しをしたと思うんですけど、カサハラさんぐらい描ける人だと、僕が変なことを言わないほうがいいんじゃないかというのもありまして」と語っている。

## あらすじ

### 第1部（1巻-17巻）
原因不明の大災害が発生してから5年後、2039年の日本。練馬大学の若き天才コンビ、天馬午太郎とお茶の水博志は、協力して「自我」すなわち「心」を持つ新型人工知能「ベヴストザイン」を開発。それを搭載した、意志と人格を持つ自律型ロボット・A106（エーテンシックス）を作製する。しかし彼らの「第7研究室」は、慢性的な資金不足。しかも教授会からは、なかなか理解されない。
資金稼ぎのため、賞金目当てで「ロボット・レスリング」に出場。対戦相手の弱点を突いて勝ち上がり、最後は前回チャンピオンの「マルス」を機能停止させて優勝。一躍注目を浴びることになった。
ところが、マルスの開発者Dr.ロロについて好奇心で探ろうとしたことから、事態は思わぬ方向へ。裏社会の秘密ないし政府の暗部、加えて5年前の大災害の闇に手を出す結果となり、午太郎も博志も、謎の組織に狙われる羽目となる。
しかし、その程度でへこたれるはずもない二人。科学省および大学上層部からの依頼で、オーストラリアで行われるイベント「ワールド・ロボット・バトリング(WRB)」に、A106の後継機A107（エーテンセブン /ユウラン）で出場することになる。ところが、競技に対してのユウランの熱意が伝播したことによって、他のロボットが暴走を始めてしまった。
結局WRBは中止となり、日本に戻った一同の前に、外遊していた博志の祖父が現れる。その口から語られたのは(博志は以前から聞いていたが)「未来から来た少年型ロボット」という、信じ難い話であった。その祖父が得たという情報をもとに、午太郎たちはベトナムのホーチミン市に向かう。その地で、問題の少年型ロボットの謎を、不完全ながら解き明かすことになった。

### 第2部（18巻-）
午太郎と博志が大学を卒業して20年後の2062年9月4日、月曜日。日本のメガシテイ03の小学校3年4組に1人の少年が転入してきた。少年の名は天馬トビオ、天馬午太郎の1人息子である。

## 登場人物

### 7研およびその関係者
天馬 午太郎（てんま うまたろう）
声 - 中村悠一
練馬大学ロボット工学科第7研究室でロボット研究をしている大学院生。2019年4月3日生まれの19歳。5年ほど飛び級しており、大学に入って1年で学部単位を取得し修士課程に進んだ。年齢的には大学の新入生と同世代。新型Aiであるベヴストザイン研究も進めているが、ロボット用の搭載装備やパワーユニット開発も手掛け、現在開発中の物なら「10万馬力」も可能としている。ジャガイモ加工工場を営んでいた両親は、5年前の爆発災害で亡くなっている。この時工場内に取り残された両親の救助を「火の勢いが強すぎて、超人でもない限り突入できない」と言われたことが、ロボット開発のきっかけとなった。
自身の技術に絶対の自負を持つ天才タイプで、歯に衣着せぬ物言いと高圧的な態度から他人の顰蹙を買いやすい。自分の考えを超えた結果などありえないと考えているところがあり、自分の命令を守らないシックスを「出来損ない」と吐き捨てることも多い。Dr.ロロの正体も知らずに恋愛感情を持っているが、そのためのアプローチ方法は「新型A10シリーズでマルスを撃破する」であり、モトコからはなんでそういう発想になるのか疑問を持たれている。
第2部では星江と結婚。天涯孤独だったこともあって家族・友人に対する愛情も深く、トビオの治療のためベトナムに渡り、現地の大学講師やアドバイザーとして活動していたが、帰国した際にお茶の水科学研究所に入る。堤兄妹からロボット党による政権奪取後に科学省長官就任を打診され、トビオのためにより優秀なデバイスを開発できる環境を得るために承諾する。
実は2歳くらいの時期に当時9歳くらいの博志に会ったことがあり、7研で会った時にも覚えていた。

お茶の水 博志（おちゃのみず ひろし）
声 - 寺島拓篤
練馬大学ロボット工学科第7研究室で、午太郎とロボット研究をしている大学院生。2011年11月3日生まれの26歳。性格は善良で温厚、かつお人好し。大きな鼻が特徴で午太郎から「コアラちゃん」とも評される顔のせいで女性にはまるでもてないが、本人はその種の欲望が薄く、気にする様子は無い。体型は長身で一見すると細いが、研究室周りの廃材整理も行っていたためか相応に力持ち。
優秀だがロマンチストな面があり、情緒的すぎると評されることも多い。研究に夢中になりすぎて大学受験で2浪、留年も2回している。ロボットに対しての愛情を公言するほどだが、新しい技術を目にするとそちらに気を取られることもある。が、その着眼点と発想は午太郎からも「天才」と評されている。
第2部ではモトコと結婚。AI規制がある日本でも有数のロボット開発者として「お茶の水科学研究所」の所長となっている。
午太郎とは時折口論となることがあり、その時にはお互い苗字で呼び合っている。また、身近な対象には自分なりの愛称を付ける癖がある。
アニメ版の紹介記事等では『鉄腕アトム』本編に登場するお茶の水博士の過去の姿とされる場合が多いが、本編のお茶の水博士本人ではなく、その孫であることがアニメ終了後の原作で判明している。

A106（エーテンシックス）
声 - 井上雄貴
通称・シックス。第7研究室で開発中のAIシステム「ベヴストザイン」を搭載した自律型ロボット「A10シリーズ」の6号機。身長162センチメートル、体重80キログラム。ロボレスでのキャッチフレーズは「心やさしき科学の子」。なお、当初は午太郎の考えた「7つのパワーの究極超人」だったが、博志の判断で変更された。下腕部や脚部に高圧ガスで稼働する「ブーストシリンダー」を装備し、跳躍力を強化した「ブーストジャンプ」やインパクトアタックと称される拳撃、連続稼働させる「高速ビートパンチ」を使用する。
1000馬力のパワーと優れた判断力を持ち、ロボレスではその高度なAIで、対戦相手の弱点を正確に見抜く。その一方午太郎からは「不完全な出来そこない」と評されることも多い。A106自身も「自分の自我システムは完全ではない」と考えているが、バルトによって蘭が傷ついた時や、イワンの語り掛けが自分の記録を継ぎはぎしただけの代物と気付いた際には、「怒り」の感情を表し、他のロボットを修復不可能なレベルまで破壊する行為を忌避している。この世界では初めて自我を獲得したロボットであり、マルスからは「（対話可能な存在が1人もいない）本当の孤独を知っている」と評された。
第2部では、法改正によって20年に渡って封印されていたが、秘密裏に再起動。天馬家に引き取られ、外出時には偽装を施し表向きには新型の試作機「CX-10（通称しーくん）」と呼ばれている。

堤 茂斗子（つつみ もとこ）
声 - 小松未可子
練馬大学ロボット工学科に所属する大学2年生。2018年12月14日生まれの20歳。堤茂理也の妹。専門はプログラムなどのシステム関係。大金持ちの娘で、美人でスタイルも良い才色兼備なお嬢様。
兄の影響から当初は弄ぶつもりで7研に接触したが、博志や蘭、A106と触れ合う内に感化されて7研に出入りするようになる。特に博志に対しては、ミイラ取りがミイラになりつつあるが、本人は特に気にすることもなく「クズに感染しちゃった」とか言いながら楽しんでいる。ロボレス時の記録チェックから博志が「ロボット同士の対話」に気づくきっかけを作った。ユウランの制作から本格的に7研に参加する。午太郎とはシックスやユウランのコミュニケーションに水を差すのを腕力で止めるなど、よい意味で遠慮のない間柄となっている。
第2部では博志と結婚している。代議士となっており「ロボット党」を結党。AI規制の撤廃と自我をもつロボット生産による労働力不足解消を目指す。

お茶の水 蘭（おちゃのみず らん）
声 - 佐倉綾音
博志の腹違いの妹で、兄たちの研究室に入り浸っている眼鏡少女。16歳。趣味は機械の分解で、よく7研のある廃材置き場から部品を漁っている。高校のロボット部に所属している。顔立ちは兄とはまったく似ておらず、モトコからは初対面時に小学生と間違われたほど小柄。当初はシックスの部品を抜き取ろうとしていた。しかし、午太郎たちの留守中に外見を偽装したマルスに襲われた際にシックスに救われ、以来好意をもって接する。
第2部では俊作と結婚。娘の牡丹を儲け、自身もお茶の水科学研究所の技術主任となって一線級のロボット技術者として活動し、工作技術に関しては研究開発が中心となった博志たちより上となっている。
原作では一度も言葉を発したことがないが、アニメや小説では口数こそ少ないものの普通に会話をしていて、博志のことは「アニ」と呼んでいる。

A107（エーテンセブン）
通称・ユウラン。シックスの後継機で、A10シリーズの完成形として作られた自律型ロボット。
身長129.3センチメートル、体重58キログラム。シックスの3倍の出力とU字型ミュオンセンサー、マイクロジェットシステムによる飛行能力を持つ。一方でバッテリーの消耗が激しく、2つの予備バッテリー「スフィアタンク」を搭載している。
予算不足で開発が危ぶまれていたが、大学側からWRB出場の要請で大幅に予算を増強されたことで製作が開始された。外形デザインやプログラムに蘭や茂斗子が協力したことで女性的な要素を持ち、シックスには「妹」と紹介された。ベヴストザインも「感情」を持たせることでより進歩しているが、自身の能力を理解しているがゆえに他のロボットだけではなく人間すら見下し気味。開発者である7研メンバーに対しても猫をかぶっており、午太郎が設定した呼び方もシックスとの会話では無視している。暴走して第1研究室の試作ロボットを破壊しようとした際にはシックスに止められ、通信によるコミュニケートを一切拒否されることで初めて音声による会話を行い謝った。身近なロボットでまともに会話が成立するのはシックスのみなため、寂しがり屋な一面もある。WRBでの暴走を経て破壊される恐怖を知ったことから戦闘行為を忌避するようになり、自らマイクロジェットを始めとした機能とパワーに大きな制限を掛けた。1研の3人娘に対しても申し訳なく思い、修理の滞っていたイータのために脚部ユニットを製作した。
第2部では、法改正によって20年に渡って封印されていたが、秘密裏に再起動。伴家に引き取られ、外出時には偽装を施し表向きには新型の試作機「UR-N7（通称ユウ）」と呼ばれている。

U字型ミュオンセンサー
午太郎が開発した新設計のセンサー。透過性の高いミュオン粒子を利用したスキャナーと増幅したセンサーパルスを全方位に発信するシステム。午太郎自身は単に高性能化したセンサーシステムという認識だったが、発信パルスに乗った「ユウランの感情（の一部）」が周囲のロボットのAIに伝播してしまう。影響を受けないのはマルスやバルトのように外部通信装置を外しているか、ノースのようにA10シリーズと同等以上のレベルに成長したAIを持っている機体のみ。
その形状から博志は「ブーメラン」と呼称しており、「U字型ブーメランセンサー」を搭載していることからA107をユウランと名付けた。

A108（エーテンエイト）
通称・ブルー。A10シリーズの最終形として設計された「ベヴストザイン・オメガ」を搭載したロボット。開発にはモリヤも参加し、潤沢な予算からユウラン以上に素材レベルから厳選したパーツを使って組み上げられた。大晦日に起動したため、午太郎が名前の数字部分が「煩悩の数」と連想し「何か別の呼び名を考えよう」と博志が提案、モリヤが瞳の色から「ブルー」を挙げて決定した。起動してからしばらくの間はシックスなどからの影響もあって争いごとを好まない姿は博志からも理想の体現とされていた。だが、極秘裏に組み込まれたモリヤとのリンクシステムによって支配され、ロボレス会場を占拠したプロジェクトT暴露を目的としたテロ事件に加担する。しかし、その間に人間の悪意を見て影響を受け過ぎたのか、ロボットが人間を支配する思想に取り憑かれる。会場内のシステムや味方であるトマティなど支配し、会場周囲に展開した警察ロボットなども使って大規模な破壊行為を始める。秘密裏に会場を離脱して自衛隊が要請した米軍の最新型軍用ロボット「ホルスタイン」を支配下に置こうとしたが、ノースの協力もあってシックスと接触し自我を獲得したホルスタインたちに破壊された。
第2部では事件後、アメリカに頭部ユニットのみが回収され研究材料とされていたが、最低限のボディユニットを得て脱走。太平洋を泳いで日本に帰還していた。ブルーの目的は変わっていないが、現時点で出来ることはほとんどないということもあってか、モリヤや午太郎、そしてトビオに接触はしても能動的に動いてはおらず、むしろトビオとの接触でかつての行いを後悔していると発言している。
A10シリーズ
シックス以前に開発されたロボットたち。シックスやユウランを含めてセンサー精度と解析能力に秀でている。午太郎によるとA10シリーズのセンサーで透視できない隠蔽システムを使用しているだけでも只事ではないと判断できるとのことだが、ロボレス事件を切っ掛けに制定されたAI規制に引っかかったため解体された。
A101（エーテンワン）からA105（エーテンファイブ）まで存在する。A101（通称・ハル。声 - 丸山有香）はPC内に設定された対話型プログラムで、第7研究室の管理システムとして流用されている。A102（二郎）・A103（コブくん）・A104（ポチ）はそれぞれが飛行型・蛇型・犬型のドローン。
A105（チョロギ）は博志はおろか午太郎すらアニメ版で「人目に触れたらロボット研究者としては終わり」と発言しており、お蔵入りしていた。だが、ロボレス事件の際には蘭がマルスを組み上げる補助役として起動した。

F14（エフ-じゅうよん）
7研のある廃材置き場に住み着いた猫。名前は2月14日に見つけたことから午太郎が命名したが、博志がF-14トムキャットに因んで付けた「トム」という愛称の方が馴染んでいる。修理やメンテナンスのためシックスの電源を落としてある時に、勝手にスイッチを入れてしまうことが多い。
手塚治虫によるセルフパロディ作品「アトムキャット」がキャラクターモチーフである。

伴 健作（ばん けんさく）
声 - 飛田展男
午太郎たちが資金稼ぎのためにアルバイトに行った何でも屋「マルヒゲ運送」の社長。アナログなタイプでロボットやコンピュータを信用していない。
初対面時には気が付かなかったが、お茶爺が若い頃世話になった医師「白ひげ先生」の孫でお茶爺と面識があったことが明かされている。医師だった祖父のツテで構築されたネットワークで、簡単には手に入らないパーツや素材を調達できる。
キャラクターデザインは手塚漫画のキャラクター「ヒゲオヤジ」を元にしている。

伴 俊作（ばん しゅんさく）
声 - 河西健吾
健作の息子で高校生。父親と違いロボット好きで、ロボレスのファン。初対面時に蘭に一目ぼれしている。自称・探偵で詮索好き。護身のため家伝の実戦柔術も使う。
本作第1部の時点では若い青年然とした姿だが、目元が父親そっくりなデザインになっている。第2部では教職に就いており蘭と結婚。娘の牡丹を儲ける。
博志と同様に、原作に登場したヒゲオヤジ本人ではなく、同名の孫である。

佐流田 星江（さるた ほしえ）
月江の娘で佐流田教授の孫娘。2028年3月7日生まれ。博志や蘭とは又従姉妹にあたる。月江が仕事で長期留守にする際には祖父である彦蔵に預けられている。普段は仏頂面の佐流田教授も彼女のことになると相好を崩す。WRBにて7研のお目付け役として現れた佐流田に連れられてきた。登場時点では小学生だったが、午太郎を意識している様子。翌年には日本に転居して中学生となっている。祖父も留守がちで日本の学校や一般学生の中に馴染めずにいたところ7研メンバーと再会。7研に通うことになる。
第2部では午太郎と結婚。一子トビオを儲けており、帰国後はモトコの秘書として働いている。
本作の星江と同一人物なのかは明言されていないが、『アトム今昔物語』では、天馬博士の妻（トビオの母）が天馬星江であり、アトムの両親ロボットが製作された際に当時すでに故人だった星江が母親の容姿モデルになったと設定されている。

#### 第2部から登場した人物
天馬 飛雄（てんま トビオ）
午太郎と星江の息子。2053年4月7日生まれで登場時点で9歳。脳に先天的な障害があり、ベトナムのタム医院でそれを補佐するチップ移植を受けており、それを介してロボットのAIと「対話」ができる。ブルーやモリヤからの電子的干渉を跳ね飛ばしたりするなど、ロボットを上回る能力も見せる。ベトナムではピンクに鍛えられたようで、本人に自覚はないが高い運動能力を持つ。
伴 牡丹（ばん ぼたん）
俊作と蘭の娘でトビオとは同い年のイトコ関係。学校では「ポンタ」と呼ばれておりフェイスペイントをしてバンキッシュな雰囲気にしている。学校で再会した際にトビオが自分を認識できず渾名で呼んだため、本名で呼ぶなと意固地になっている。伴家伝統の「探偵の血」は受け継いでおり、変装や尾行の技術を修得しているほか、お茶研に出入りして製作した戦闘ユニットを装備して「マルス」を名乗っている。
ウズ
トビオやボタンのクラスメイト。当初はトビオを「アットン」と呼びバカにしていたが、トビオがシックスと共に演説中の政治家を爆弾テロから救ったのを目撃してからは一転して友好的になる。トビオがマスクを付けて「アトム」と名乗ったのを真似して改造した目出し帽をかぶり「トルネード」と自称したりしている。トビオほどではないが頭も悪い訳ではなく、ロボット党の主張に感情論と既得権益で反対する政治家や陰謀論を唱える動画配信者の言い分はおかしいと理解している。
ホモ・テクノロジア
通称は“テック”。ロボット党が選挙に勝ったことで、法改正による「人権を持ったロボット」生産計画のために先行して開発されたベヴストザイン・ジェネシス搭載型ロボット。パワーは3馬力と控えめながら、将来的には自ら稼いだ資金によるバージョンアップにも対応している。当初は認識・対話可能なロボットが通信圏内にいなかったため、「電子鬱（後述）」を起こしていたが、秘密裏にシックスがバックアップすることで初号機が起動に成功。生産された「オチャワン・シリーズ（お茶研・第一世代の略。各個体別の名前もあり）」が、モデルケースとして政府管理下の作業現場に派遣されている。

### 7研以外のロボット開発関係
堤 茂理也（つつみ もりや）
声 - 櫻井孝宏
練馬大学ロボット工学科第1研究室に所属する首席研究生。24歳。午太郎と同様に飛び級した天才児。16歳で練馬大学に入学、18歳で修士課程に進んでいたが、19歳の時に大災害で両親を失い、自身も、その時負った傷から脚が不自由で、自ら設計したロボチェアを利用している。
表面上人当たりは良いが、他人をクズ呼ばわりして「クズは感染する」と蔑んでいる。首席は伊達ではなく非常に優秀だが、所属する第1研究室は偏ったニーズに対応しており、本人は内心不満を抱えている。ベヴストザインを搭載したA106の存在に気づいてからは自らを敵視する午太郎はともかく、博志との接触を図っている。また、Dr.ロロの秘密や、博志と午太郎を狙った組織について知っている素振りを見せる。
WRBに前後して海外に出かけたことになっており、1研を留守にしている。WRBのあと、Jドームからそう遠くない「プロジェクトT」のラボでマルスの修理を行うがシックスとの戦いを拒否したマルスが暴れ出し、ラボ内のメンバーにも被害がおよんだため殺されそうになったところをマルスに救出されて近隣に同様の秘密ラボを構えていた佐流田に託され、脳に負ったダメージを補うデバイスを埋め込まれて命を拾う。
回復後は7研に預けられた。7研ではA108（ブルー）開発に協力していたが、ブルーと共に姿を消す。前述の通り足が不自由だったが、7研で開発（基礎設計は博志、製作は午太郎）した歩行アシスト装置「パワードレギンス」を装備したことで歩くことも可能となる。
ロボレス事件でブルーによる過剰なデータ流入によって倒れた際、会場に現れたマルスによって連れ出されて以降は消息不明だった。第2部で、身元不明者として病院収容されていたところをばあやさんに発見され、堤邸敷地内の環境観測塔内の生命維持装置内で生存していた。自力での活動は出来ないが、脳内デバイスとリンクした立体映像でコミュニケーションが取れる。世間の凡人を下に見る態度は変わらないが、かつての失敗と午太郎や星江といった同等の対話が可能な人物とのコミュニケーションを心から楽しんでいる。

Dr.ロロ
声 - 斎賀みつき
マルスの開発設計者にしてオーナーということ以外、一切不明の美女。その正体は堤 茂理也の変装。このことを知っているのは知人であるブレムナーやWRBの騒ぎの中で知った博志以外には変装に誤魔化されないシックスなどのロボットくらい。モトコは自分とよく似ていることに気づくが、まさか兄が女装しているとは思わず午太郎と一緒になって「両親の隠し子」ではないかと頓珍漢な推理をしている。
変装した時は性格も変わるようである。登場する時に必ずドレスを着た女装姿なのは、自身の身元を隠すだけではなく、動かない足に歩行アシスト装置を装着しているためで、ドレス自体も体温調節の機能を持つ一種のパワードスーツとなっている。声は声帯を変化させる機能をもつブローチを使用して変えており、効果範囲内にいる者には無条件に影響する。マルスに使用されている素材や技術から、軍需企業「ヘラクレス社」との関係が疑われており、WRBにてヘラクレス社技術顧問という肩書きで出場。
シックスとの対戦からマルスに起きた変化を不調と捉えて、原因はシックスによるクラッキングではないかと疑う。その対応策としてマルスの超近距離通信システムを外したほか、とある組織が運用するロシア製軍用ロボット「イワン」に、シックスの発した超短距離通信コードを組み込むなどしている。
ベヴストザインを搭載したロボットは「自分のプログラムを自分で書き換える」ことが可能であると気づき、それが「ロボットの人間への反逆」を現実にしかねないとして、危険視している。その危惧もあって脳内に組み込んだチップでブルーを支配下に置くも、逆にブルーから過剰なデータを流し込まれて倒れる。
第2部では本人や親族を名乗る者たちも現れているが、ほぼ無関係の他人である。

マルス
声 - 櫻井孝宏
身長190センチメートル、体重120キログラム。1800馬力。軍事兵器のテストベッドとして開発されたロボットで、ロボット格闘技イベント「ロボレス」を2連覇しているチャンピオン。キャッチフレーズは「無敵の軍神」。
A106に匹敵する優秀なAIに加えて、超振動を利用した手刀「ナイフハンドストライク」、飛行を可能とする羽「ジェッターシールド」、開発途中の新合金「ゼロニウム」を利用したボディを備えており、マルスのボディはシックスのセンサーでも透視できない。
自身の存在意義もわきまえており、シックスが求めた対話や自身の内に発生した感情を命令遂行を阻害する異物と断じて「くだらん」と切り捨てる。「対話」をクラッキングの類と判断したオーナーによる対応策として超短距離通信システムや音声も含めた送受信機能を外され、聴覚システムも限定したもの以外がカットされている。WRBでのシックスとの戦いのあと、単体でベトナムに現れ、ノースからの救難信号をキャッチしてJドームに現れた際にはメイデンを完全破壊した。シックスに「簡単に他者に心を開くな」と忠告して姿を消す。その後、香港で行き当たったチンピラを惨殺している。その後、大学からもほど近い秘密ラボに潜伏していたところを茂理也と共に訪れた7研メンバーと遭遇。ユウランに殴られて7研に回収された。7研ラボ内では両手両足を外された状態で放置されている。ロボレス事件に際して蘭に頼み込んで手足を組み立ててもらい、倒れたDr.ロロ（モリヤ）を救助した後、ブルーと対峙するが、スペックの差は如何ともしがたく電子頭脳を破壊される。
20年以上経った第2部でも牡丹を始めとして多くのファンがおり、モリヤからも「自身の最高傑作」と認められている。
CO-84バルト
身長185センチメートル、体重115キログラム。1150馬力。とある組織によってマルスのデータから造られた歩兵型ドローン。
マルスに準じた装備とスペックを誇り、ロボット用だけではなく人間用の装備もそのまま利用できる器用さをもつ反面、人工知能は仕様が一段落ちている。WRBにおいてヘラクレス社の新製品として紹介され、開発に日本政府が関わっていたことも明らかにされる。暴走したユウランの鎮圧に駆り出されるが、大学内でしか知られていないシックスの戦闘パターンを入力されている。
WRBでは最終的にユウランに撃破されてケチが付いたが、外装を変更して日本国内の警官ロボットに採用されている。ロボレス事件ではブルーによって支配され暴れたほか、ナウーラが手配したバルト部隊がマルスに頼まれてシックスに協力した。

菜岡教授（なおかきょうじゅ）
練馬大学ロボット工学科第1研究室の担当教授。中年の女性で「お金になるから」という身も蓋もない理由を盾に、実用性より客受けの良いロボットの開発を進めているが、裏では別の思惑も見え隠れしている。その正体はヘラクレス社のエージェント・ナウーラだった。
灰戸（はいど）
1研に所属する院生。午太郎の物言いもあって7研とは仲が悪い。感情が高ぶると髪が逆立つ。優秀だがロボットを完全に道具扱いしており、開発・制作したロボットに対しては一方的なエゴの押し付けしかしない傾向が強い。権威に弱い割りに社会に興味がなく、選挙に行っている午太郎や博志をバカにしている。
茂理也が留守にしたまま消息が不明になると1研を仕切るようになる。新たに開発したロボット「ミュウ」がロボレスで優勝。その流れで警察用ロボットのコンペに出したロボット「ジュピター」はクライアント側の希望を無視した代物だったため、ジュピター本体と開発データを没収されるというオチとなった。ロボレス事件では逃げ回っている間に遭遇したジュピターから「暴走ロボットの狙いは開発者」と聞かされて姿を消す。
第2部では非合法活動をするスカンクと連るんでおり、自身の姉を唆してブルーナイト教団を作らせている。ひげを伸ばして偉そうにしているが、実質スカンクの世話になっているようで、潜伏先では雑用もさせられるなど、こき使われている。

ゼータ、イータ、シータ
練馬大学ロボット工学科第1研究室にて開発中のロボット。「人間社会への同化」をテーマに、外見は完全に人体を模倣した美少女型に設計され、パワーは人間一人を抱えられる程度で戦闘力はない。AIもスペックより感情表現のデータ蓄積を優先していて一見すると感情豊かだが、シックスやユウランの発する超短距離通信を認識できない。
暴走したユウランに完全破壊されかけるが、シックスによって阻止された。1研メンバーは「娘」と呼ぶ3体の無残な有様から悲嘆に暮れた。7研に予算が回された上、耐久性が低い割りに高価な素材を使用しているため、WRBからしばらく経過した時点でも顔面を損傷したゼータと片腕を欠損したシータが修復された時点で必要なパーツも調達できなくなっていた。そこにユウランが自ら設計した脚部ユニットをイータに贈り、それを気に入ったイータは以前は不可能だった超短距離通信で和解の言葉を伝えた。この脚部ユニットは好評で、デザインを修正したものがゼータやシータにも装備されたが、発案者のユウランは自分のアイデアであり無許可使用だ盗作だとブー垂れていた。
ロボレス事件では敵兵やトマティの武装を奪って戦った。

ミュウ、ジュピター
灰戸が主導して1研が開発したロボット。ユウランによって傷ついた3人娘の反省を踏まえて戦闘力にも注力した設計となっている。AIは3人娘から伝播した形で自我を獲得している。
ミュウは3人娘に続く美少女型。電磁武装「サンダーウイップ」とユウランが開発した脚部飛行ユニットを標準装備としている。一見するとロボット然とした礼儀正しさだが、超短距離通信の対話ではかったるそうで毒のある発言が多い。好戦的な一面も持ち、変装した茂理也の正体を（Dr.ロロだということも含めて）黙っていてほしいというユウランの頼みと引き換えに「シックスと戦うこと」を要求する。大学構内で激戦を繰り広げるが、絡みついたウィップを逆用されて頭部を破損、システムがクラッシュするところをシックスに救われて敗北を認める。当初は灰戸指定のバレリーナか踊り子のような衣装を着ていたが、シックスとの立ち合い以降は露出を控えた服を着るようになった。7研に入り浸るようになり、シックスと親しいマルスやノースなどロボットに対して嫉妬心を見せるようになる。ロボレス事件ではゼータたちと共に戦うが、トマティ3体の自爆攻撃を受けて大破する。
ジュピターは先述の通り警察からの依頼で開発された。振動兵器を相殺する装備などを有し、デモンストレーションで戦ったバルトを圧倒する姿を見せたが、警察側の希望は不足している警官の業務を補佐ないしある程度肩代わりできる物だった上、灰戸がその辺りを全く理解せず開発プロジェクトにそのまま参加できると考えていたのもあって、その考え違いを正す意味もあって機体と開発データ全ての没収というオチとなった。
ロボレス事件では会場に配備されるが、暴走を危惧した警察に電源を切られて放置される。会場から逃げ出した灰戸に起動させられるが、そこで出会ったユウランに一目惚れする。
アーロン・ブレムナー
スコットランド出身の貴族（伯爵）にして優秀なロボット研究者。茂理也からの連絡を受けて午太郎たちの前に現れる。
物言いは大仰なところはあるが、自ら開発したロボット「ノース」と超高速潜航艇「ロレンチーニ」でフィールドワークを行う行動派。謎を解き明かすことを生き甲斐としており、そのためには手段を問わない一面もある。当初は無関心だったWRBに「直勘」から参加を決め、大会の裏で行われている事柄を調査する。暴走事故の最中に起きたシックスとマルスの戦いを止めた。その後、ベトナムのJドームを訪れるが、稼働を続けていたメイデンに捕獲され同様に捕獲された月江・お茶爺と共に監禁されていた。無事脱出したのちにドームのシステムから得た情報の解析を進めている。のちに7研を訪問した際には移動手段がステルス飛行船にバージョンアップを果たしていた。
第2部でも変わらず研究を続けていて、月江を見舞った際にノースの2号機を開発中と語った。
原作『鉄腕アトム』「地上最大のロボット」に登場したノース2号の製作者に似ているが博志よりも年下であり、10巻収録の番外編の中で、原作に登場したのは彼の父親であることが示されている。

ノース
身長4.72メートル、体重680キログラム。720馬力。ブレムナーが開発したロボット1号機。女性型の外見を持ち、開発者であるブレムナーからは「私の可愛いノース」と呼ばれている。
格闘よりも銃火器を含めた実戦に主眼を置いた高機動型でフレキシブルに動く6本腕「テレスコピックアーム」や走行用モノホイールと8つの飛行用ジェットノズルを備えた「スフィアジャイロ」を持つ。基本的にブレムナー一人と行動する。超短距離通信（A106による「対話」）を受信することはできるが、発信せず電子音とボディランゲージで対応し、発信する機能はもたないと考えられていたが、（シックスよりは）そこそこ長い付き合いのマルスも知らなかった発信機能を使わなかった理由は、「直接会話を交わすのが、恥ずかしかったから」という乙女。
WRBでは他のロボットのようにユウランの発信による暴走に巻き込まれることなく、暴走した現場に取り残されたベーコンエッグをシェルターの入り口に運ぶなど人命救助を行っている。ブレムナーと共に7研を訪問した際には外見は変化させずに出力や装備のバージョンアップを果たしていた。ロボレス事件では自身の高出力アンテナでシックスとホルスタインたちの対話を中継する。
第2部でもブレムナーによるバージョンアップを続けられており、ブレムナーと共に見舞いに来た際に会った月江によると見違えたとのこと。
スチュワート
ブレムナーの執事。主人に付き従い各種調査にも協力しているが、フィールドワークの際には移動基地である潜航艇ロレンチーニで留守番をしている。

佐流田 彦蔵（さるた ひこぞう）
練馬大学ロボット工学科の教授。電子頭脳開発の権威で、偏屈だが大学内では圧倒的な権限を持っている。博志の祖父によれば、ロボット技術による人間の不老不死化が研究の最終目標であり、娘をサイボーグ化したのもその応用。
午太郎たちが手に入れたバルトの頭部とそれらに関する情報に、口をつぐむのと引き換えに、第7研究室の存続を認めさせた。WRBでは7研一同へのお目付役としてオーストラリアにやって来るが、暴走騒ぎの中で姿を消す。
博志の祖父の従兄弟であり、共に鼻が大きいのはそのため。研究の方向性に違いが生じたため現在は直接の付き合いは無いが、博志がいる第7研究室に対して何かと便宜を図るのは親戚ということもあったようだが、送り込んだモリヤを使って研究成果であったブルーを横取りする。元々はプロジェクトTに参加しており、ベトナムに建設した「Jドーム」でヘカトンやトマティを開発していた。だが、大災害を切っ掛けにプロジェクトから外された不満からモリヤと共にプロジェクトを暴露するテロ事件を起こすも、人間を信用しなくなったブルーに支配されたニューヘカトンに殺される。

博志の祖父
博志や健作の会話で語られていたが、コミックス7巻の35話で本格的に登場した。本名不詳。午太郎が付けた仇名は「お茶爺(おちゃじい)」。
本人の語るところによれば、太平洋戦争後の日本が貧しかった時代に、両親が過酷な労働を強いられ、それゆえに早死にしたことから、「人と一緒に働くロボットを作ろう」と決意したという。ただし、「人の代わりに働かせる奴隷ではいけない。人から仕事を奪うような存在になってもいけない。人と共に働き、共に生き、喜びを分かち合えるような、心を持ったロボットでなければならない」と考えたという。そのために様々な発明をし、「N-eva18」を始めとしたプログラム言語をいくつも開発、その後のロボット技術の基礎を築いたが、1969年の「未来から来た少年型ロボット」との出会いにより研究を中断して、その後は世界を放浪して姿を消したそのロボットを捜している。
若いころ、医師だった伴健作の祖父「白ヒゲ先生」(と呼ばれていた)、その病院の地下室に下宿していた。孫の博志同様に、自分の夢を叶えること以外には欲が無く、たびたび騙されそうになったところを助けられていた。その代わり、病院の維持費を一部負担していた(伴健作の記憶では、祖父は、｢病院は博志の祖父に造ってもらった｣と言っていたという)。また、現在は経験を積んだこともあり、孫の博志が驚くほど韜晦して振る舞うことが出来る。持ち歩いている杖はある種のロボットでありそこそこ高度なAIで行動し監禁された部屋のカギを外から開けるなどした。
なお、この「未来から来た少年型ロボット」に関するエピソードは手塚治虫の描いた『アトム今昔物語』で描かれるアトムが50年前の世界（1969年の東京）にタイムスリップした話であり、お茶爺こそが原作に登場するお茶の水博士に相当する人物だが、「ビギニング」ではお茶爺がとった行動によってアトムが造られた未来とは違う流れとなっている（後述）。

ピンク、タム
ベトナム・ホーチミン市のメコン川畔で診療所を開いている2人の女性。血は繋がっていないが、共に幼いころに両親を亡くしており一緒に力を合わせて生きてきた。
ピンクは腕利きのコンピュータエンジニアでハッキング技術にも優れる。後述の医療ロボット“ディアン”のAIプログラムを組んだ。ボビナムを嗜み、腕っぷしもかなりの物。
タムは内科を専門とする医師。病人・けが人お構いなしに担ぎ込まれるため、専門以外の治療もするが、より高度な医療を成し遂げるためにピンクと共に医療ロボットを作り上げる。
第2部でも医療活動を続けており、トビオに日本では認められない脳内デバイス埋め込みの手術をした。また、ピンクがトビオのリハビリも兼ねて色々仕込んだ模様。

ディアン
身長2.67メートル、体重204キログラム。12馬力。ピンクとタムが自作した外科用の医師ロボット。手術の執刀のみならず、自身の判断で患者の診断も行う。
廃材から集めた物以外に、市内で運用されているガードロボットのパーツなども流用している。お茶爺の作ったプログラム言語で組んだAIは、プログラムを自己修復・最適化するだけでなく、ネット内の情報から自身の改修案も提示する能力がある。原因不明の不調が懸念されていたが、シックスとリンクしたことが切っ掛けで明確な自我を現した。
博志がギエム院長に撃たれた際に目覚めて執刀。傷ついた脳を修復するために一時的に活動を停止させ、停止した領域のデータをリンクしたシックス内部に保存した。

100-0（ヘカトン－メイデン）
ホーチミン市郊外に存在する建設途中で放棄された建築物「Jドーム」内部で活動している警備用ロボット。多数のドローン「トマティ」と視覚を共有している。自身に外部を検知する機構がなく、トマティの目を通してしか外を見たことがない。シックスとの対話の結果、全く違う価値観ながら「心」らしきものを生じるが、現れたマルスに完全に破壊された。

ホルスタイン
アメリカ製の最新型歩兵ロボット。ロボレス事件ではブルーによって戦力化されかかったが、マルスの発案でノースとユウランがシックスの声を中継・増幅することで対話を成功させて自我を獲得。ブルーの扇動を拒否して彼のボディを破壊した。

#### 第2部から登場した人物
Dr.ララ / 灰戸 霧子（はいど きりこ）
「Dr.ロロの姉」を名乗りブルーナイト教団を率いる女性。非合法活動をしているとは思えない感情的で行き当たりばったりな性格。正体は灰戸の姉で弟に唆されて教団のトップに就いた。
ネオマルス3号
ブルーナイト教団が所有するロボット。中身はロボレス事件で破壊されたバルト（警官仕様）の頭部を市販の人型ロボットボディと繋ぎ、外見をマルスに寄せただけの再生品であり、主に人間相手の示威のために利用されている。灰戸によって服従回路を取り付けられていたが、トビオとの対話と協力によって自由を得てトビオたちに協力する。しかし、灰戸たちに命令された同型機ネオマルス1号・2号と戦うがトビオや牡丹を庇いながらの2対1の状況では如何ともしがたく破壊される。頭部が破壊される寸前に超短距離通信でトビオに自由を得たことに対する礼を伝えた。

### ロボット・レスリング
大石リンダ（おおいし リンダ）
声 - 清水彩香
遠隔操縦型ロボット『モヒカーン・バッソ』のオーナー。ポニーテールの女性でキャンペーンギャルのような恰好をしている。本業はアイドル歌手だが、ロボットの設計は自身が行っている。シックスへの再戦を期して開発した『モヒカーン・バッソFX』をライヴでお披露目した際にはシックスがFXを用いて救命行為を行い、それを感謝した。
モヒカーン・バッソ、モヒカーン・バッソFX
リンダが開発した遠隔操作型ロボット。ロボレスではシックスに受信アンテナを外されて敗北。強化・大型化したFXはリンダのライブでお披露目されたが、会場内で心臓発作を起こした健作を救命するためにシックスによってコントロールされる。その際に自我を獲得し、ロボレス事件では自律稼働して会場関係者の救助と暴走したロボットを撃破して事件時の大会優勝をロボットたちの満場一致で認められた。

顎岩 ガンジ（あごいわ ガンジ） / 阿護 判馬（あご はんま）
声 - 山本祥太
搭乗型ロボット『ギガトンハンマー』のオーナー。ひげ面の中年男性。ロボレス事件の大会では猪突と組みAI制御型ロボット「デッドリーハンマー」を製作するが、ブルーによって暴走したのち、モヒカーン・バッソに撃破された。
猪突 猛（ちょとつ たけし）
声 - 日野聡
搭乗型ロボット『デッドリータウロス』のオーナー。度の強いメガネの青年。ロボレス事件の大会ではガンジと組みAI制御型ロボット「デッドリーハンマー」を製作するが、ブルーによって暴走したのち、モヒカーン・バッソに撃破された。
デッドリーハンマー
阿護と猪突が共同で開発したAI制御型ロボット。会場を占拠したブルーによる扇動で暴走し、ロボットの正義を訴えながら他の暴走ロボットを巻き込む形で破壊していた。

山田とゆかいな仲間たち
声- 岩中睦樹、木田祐、塩尻浩規、村上聡
AI制御型ロボット『ドラムショルダー（声 - 吉川幸之助）』のオーナー。アニメでは機械部品メーカーの社長と社員たちと設定されている。

サルカ・ニガッセン
声 - 佐藤拓也
AI制御型ロボット『ヘルシザー』のオーナー。Dr.ロロにカリスマ性を感じているようで自分のロボットを破壊されて逆にうっとりとしていた。

### その他
ばあやさん
本名不明。堤家のメイド長を務める小柄な老婦人。常に笑みを浮かべている穏やかな人だが、家事全般は当然として「昔取った杵柄」と自動車どころかSVTOL機や戦車、兵器類も扱えるなど謎の多い人。第2部のモリヤの説明によると、行方不明だったモリヤを発見し、秘密裏に引き取って来たとのこと。
佐流田 月江（さるた つきえ）
声 - 能登麻美子
佐流田教授の娘。国際犯罪調査機構・ICEに所属する特殊捜査部員。
18年前に遭遇した事故によって母親を失い、自身も右眼と脳の一部を失うが、その際に父に施された処置で常人を超えた視覚と電子機器に直接アクセスする能力を得ている。ただし本人の脳にかかる負担も大きく、多用は出来ない。
ベトナム・JドームにICEのメンバーと潜入するが、メイデンに捕獲される。監禁中に知り合ったブレムナーを「伯爵さま」と呼んで頬を染めている。ドームのシステムから見つけた「TOBIO（アトム）」の全身画像が自身の娘である星江と瓜二つなことに気付くがそのことは他言していない。
第2部では4年ほど改造部分の負荷から入院している。脳に悪性の腫瘍ができており、延命も難しく緩和ケアに移行していた。2062年11月15日、見舞いに来た星江、トビオ、シックスとの歓談の後、意識を失う。トビオとシックスによってデバイスの負荷を軽減するが過去の記憶に回帰して逝った。

マリア
声 - 南條愛乃
テーマパーク「メカシティ」にて、客相手のデモンストレーションを行うロボット。上半身は人間型だが腰から下は蜘蛛を6本脚(アニメでは4本脚)にしたようなデザイン。アニメでは、メカシテイの親会社がロボレスのスポンサードもしているようでロボレス参加者がシティのイベントに参加し、マリアはロボレスの司会も務める。

草井（くさい） / スカンク
ヘラクレス社のエージェントであり、プロジェクトTを嗅ぎまわる午太郎と博志を始末しようと狙うがシックスに阻止される。ロボレス事件ではナゥーラと共に社からちょろまかしたバルト部隊を投入するが、マルスに説得されて離反される。その後の動向は不明だったが、第2部で再登場。隻眼となり顔全体に傷を負っているが非合法活動を続けており、灰戸と連るんでいる。シックスに対しては恨みがあるようで、その動きと行動パターンから偽装を見抜いている。

ベーコンエッグ
WRBの司会。「こりゃまいった」が口癖。タキシードにシルクハット、サングラスの胡散臭い外見だが、一般人。キャラクターデザインは、手塚漫画の悪役スター「ハム・エッグ」がベース。

ナウーラ
ヘラクレス社のスタッフ。ユウランによって起きた暴走事故に対してバルト部隊を投入する。その後マルスの叛逆で顔面に傷を負い、本社からも干されたことを恨んでロボレス会場に自ら乗り込みバルト部隊を投入するが、流れ弾に当たって死亡する。

ギエム
ホーチミン市中央病院の院長。法外な治療費を要求する悪徳医師で嫌われ者。既定の料金で幅広い医療行為を行うタムの診療所を敵視してチンピラを雇って妨害行為を繰り返していた。政治家や所轄の警察にも鼻薬を利かせていたが、ついに強硬手段に出た際に博志を「日本人だから」という理由で銃撃。あえて疑惑を匂わせて監視させていた警察本庁の刑事2名に逮捕される。失脚後、病院を引き継いだのはギエムとも血縁のある者だったようだが、タム医院を含めた市内の医師たちと連携を取っていくことを明言している。

ビン警部、ホー刑事
ベトナム警察本庁の捜査官。ビン警部はロボット嫌いだが、相手が誰だろうと犯罪者を捕らえることをモットーとする硬骨漢。ホー刑事も自分たちの身を守る手段としてだが、法を犯しているタム親衛隊の少年たちやピンクに目をつぶるなど中々に粋な人物。

田鷲警部（たわし-けいぶ）
警視庁の刑事。ロボレス事件では指揮を執った。元々はロボット嫌いだったが、人を守るために活動するシックスたちを認めている。その後警視総監となるが、第2部では引退している。

#### 第2部から登場した人物
田鷲ミハル（たわし ミハル）
警視庁警備部の女刑事。田鷲警部の孫。質実剛健な性格で実行力もあるが、周囲からは元総監である祖父の威光を笠に着ていると見られている。反抗的ながら似た部分のある牡丹を気に入っているようで、彼らの守るべき秘密は守ると約束している。
麦沢（むぎさわ）
警視庁生活安全課の刑事。事情聴取中の牡丹にコーラを注文されても「体にいいから」と麦茶（しかも常温）を持って来たり、同様にミハルにコーラ三つと命じられた際にも「安くてお得」とスーパーで2リットルのボトルを3本買ってくるなど、善人だが惚けたところがあるためか、牡丹やミハルからは「麦茶」とあだ名を付けられる。

## 用語
ベヴストザイン (Bewußtsein)
練馬大学ロボット工学科第7研究室で研究開発中の人工知能システム。原型発起者はお茶の水博志。天馬午太郎が共同開発者として参加している。AIに明確な自我を持たせることを目的とし、あらかじめ決められたプログラムとパターンデータによる対応ではない「真の自律型AI」を目標としているが、佐流田以外の教授連からは「ロボットに自我を持たせる必要性」を疑問視される。
学習型AIとしては破格の性能をもっているが、成長するにつれて開発者や製作者でも手が出せない領域が増えていき、必要に応じて優先命令や行動プログラムを自ら書き換えてしまうという問題がある。AIの教育過程で開発側に不都合な認識が生じた場合、バックアップされた時点以降のメモリを「リセット」してやり直すが、ベヴストザインやそれに影響を受けた高等AIは不可視化した領域にメモリを保持していくようになっており、これは開発者も手が出せない。そのため、結論として「人間を育てるのと大差ないコスト」がかかるという問題が判明している。
第2部ではロボレス事件の後、日本政府による一方的な危険視によってあくまで日本のみに限定された状態だがべヴストザインだけではなく、それに準じたレベル以上のAIの開発、それらをロボットに搭載するどころか既存のロボットも封印ないし解体する法令が発布されている。この法令によって20年に渡って日本のロボット技術は停滞を続けている。

AI対話（エーアイたいわ）
シックスやユウランなどベヴストザイン搭載機やマルス・ノースなど高度な学習型AIを備えたロボット同士が双方向通信によって行う情報交換。様々な概念を多重に圧縮して交わしているため機械的な解析もできず、人間に理解可能な言語に翻訳するのは困難。作中で描かれた会話も言ってみれば「意訳」である。
電子鬱（でんし-うつ）
第2部で明かされたAI開発の問題。命名者はお茶爺。高度AIが起動した途端に「自身を認識してくれる相手がいない」という孤独に耐え切れず、自らシステムを閉じてしまう問題。
シックスとユウランの封印後、午太郎と博志は研究室内に限定した形でも新たなベヴストザイン搭載機を作ろうとしたが、新規の機体のみならずシックスのコピー起動もことごとく失敗している。

大災害
作中開始時の5年前（2034年）1月1日午前2時18分に日本各地で同時多発した爆発災害。一晩で数千から数万の死傷者が出た未曽有の災害だが、事故調査チームによる報告もされないまま調査は打ち切られる。海外の団体や組織からも調査参加を申請されたが拒絶されている。
午太郎たちが訪れた小島にあった施設のデータによると「BUGS」という代物が関わっており、「プロジェクトT（T計画）」と呼ばれるものが切っ掛けとのこと。更にブレムナーによって調査は進められている。ロボレス事件においてDr.ロロ（モリヤ）によって真相が暴露され、関係者は逮捕されたもののほとんどが立件されることなく終わっている。

ロボット・レスリング
略して「ロボレス」。大災害以降、急速に成長したロボット産業の影響で登場したイベント。優勝賞金も高額で参加者は多い。
対戦相手が動かなくなれば勝ちというルールで遠隔操作型・搭乗型・AI制御型といったロボット同士の壊し合いが繰り広げられる。試合場のゲートを通過できれば基本的にサイズは問わないが、ルールと流行りから4、5メートル以上の重機クラスが主流で、人間サイズのロボットが優勝したのはマルスが初。年に2回開催されており、シックスとマルスが対戦した大会で8回目だが、大会規模が縮小され年1回となる。2040年に開催された第9回大会ではミュウが優勝。2041年の第10回大会にDr.ロロによる占拠とブルーによるロボット暴走事件が起こる。

ワールド・ロボット・バトリング
略して「WRB」。オーストラリアで開催された、史上初の全世界的規模のロボット競技大会。その実態は、ヘラクレス社を始めとした各国の軍事企業が協賛する、ロボット兵器の見本市に近い。

TOBIO（アトム）
1969年の東京に未来からタイムスリップして現れた少年型ロボット。2031年にエネルギーが尽きた状態でベトナムのメコン川の水底に沈んでいたところを日本政府と軍産複合企業による秘密兵器開発プロジェクトチーム「Jドーム計画」（後の「プロジェクトT」）によって引き上げられ、その後の行方は不明。内部に刻まれた製造年月日は作中の現時点よりも過去である2003年4月7日。
2033年に東京都内のNS特区内で彼のエネルギーシステムの再現実験の失敗による地震と竜巻が発生している。翌2034年に起きた大災害は複数の施設で分散配置・制御を試みた実験「BUGS」でシステムが連鎖崩壊したのが原因だった。
10巻の末に収録された番外編「ブレムナーの仮説」の中では、作中の世界よりも科学技術が高度発達したパラレルワールド（要するに原作『鉄腕アトム』の世界）で製造されたと推測されている。このロボットが1969年にタイムスリップした結果、そのロボットの行方を捜すためにお茶の水博士（お茶爺）がロボット研究を中断したため、彼の研究がきっかけになって発展するはずだった科学技術進歩が無くなったのが歴史の分岐点でないかというのがブレムナーの仮説である。

メガシティ
『大災害』の跡地を利用して各地に作られた先端技術都市。100万人規模の収容規模を持つが、作られたインフラの使用料金が高額すぎてほぼゴーストタウン状態となっている。

## 書誌情報

### 単行本
- 手塚治虫（原案） / ゆうきまさみ（コンセプトワークス） / 手塚眞（監修） / 手塚プロダクション（協力） / カサハラテツロー（作画） 『アトム ザ・ビギニング』 ヒーローズ〈ヒーローズコミックス〉、既刊23巻（2025年5月15日現在）
  1. 「こんにちは、科学の子」2015年6月5日発売[ヒ 1]、ISBN 978-4-86468-417-0
  2. 「地図にない島」2015年12月4日発売[ヒ 2]、ISBN 978-4-86468-441-5
  3. 「月下のつわもの」2016年6月3日発売[ヒ 3]、ISBN 978-4-86468-462-0
  4. 「七番目の使者」2016年12月5日発売[ヒ 4]、ISBN 978-4-86468-482-8
  5. 「血を分かつもの」2017年4月5日発売[ヒ 5]、ISBN 978-4-86468-495-8
  6. 「荒野の特異点」2017年6月5日発売[ヒ 6]、ISBN 978-4-86468-503-0
  7. 「思索と衝動」2017年12月5日発売[ヒ 7]、ISBN 978-4-86468-528-3
  8. 「結合する未来」2018年6月5日発売[ヒ 8]、ISBN 978-4-86468-570-2
  9. 「因果律の外側」2018年12月29日発売[ヒ 9]、ISBN 978-4-86468-607-5
  10. 「主なき守護者」2019年7月5日発売[ヒ 10]、ISBN 978-4-86468-656-3
    - （小冊子付特装版）同日発売[19]、ISBN 978-4-86468-657-0

  11. 「招かざる訪問者」2019年12月5日発売[ヒ 11]、ISBN 978-4-86468-680-8
  12. 「自由なる意思」2020年6月5日発売[ヒ 12]、ISBN 978-4-86468-727-0
  13. 「来るべき新世代」2020年12月4日発売[20]、ISBN 978-4-86468-765-2
  14. 「青天の霹靂」2021年3月5日発売[21]、ISBN 978-4-86468-790-4
  15. 「増幅する憎悪」2021年8月5日発売[22]、ISBN 978-4-86468-822-2
  16. 「繋がる想い」2021年1月5日発売[23]、ISBN 978-4-86468-863-5
  17. 「さようなら、科学の子」2022年5月27日発売[24]、ISBN 978-4-86468-887-1
  18. 「巡り合う宿世」2023年3月29日発売[25]、ISBN 978-4-86468-161-2
  19. 「交わる宇宙」2023年9月5日発売[26]、ISBN 978-4-86468-198-8
  20. 「小さな英雄」2024年3月5日発売[27]、ISBN 978-4-86468-244-2
  21. 「青き騎士たち」2024年9月5日発売[28]、ISBN 978-4-86468-287-9
  22. 「扇動と伝道」2024年12月26日発売[29]、ISBN 978-4-86805-038-4
    - （特装版）同日発売[29]、ISBN 978-4-86805-039-1

  23. 「新人類誕生」2025年5月15日発売[30]、ISBN 978-4-86805-068-1

### 小説
- 藤咲淳一（著） / カサハラテツロー・めばち（イラスト） 『アトム ザ・ビギニング 僕オモウ故ニ僕アリ』 小学館〈ガガガ文庫〉、2017年4月28日発売[31]、ISBN 978-4-09-451668-5

## テレビアニメ
2017年4月15日から7月8日までNHK総合にて放送された。アニメーション制作は、OLM、Production I.G、SIGNAL.MDが共同で務める。また、協力として同じくアニメ制作会社の手塚プロダクションも参加している。
ストーリーは原作第6話までに準拠しつつも、原作では描き切れなかった7研メンバーの日常を取り上げたオリジナルの話も製作されている。

### スタッフ
- 原案 - 手塚治虫
- プロジェクト企画協力・監修 - 手塚眞
- コンセプトワークス - ゆうきまさみ
- 漫画 - カサハラテツロー（「月刊ヒーローズ」連載）
- 協力 - 手塚プロダクション
- 総監督・企画監修 - 本広克行
- 監督 - 佐藤竜雄
- シリーズ構成 - 藤咲淳一
- キャラクターデザイン - 吉松孝博
- メカデザイン - 常木志伸、石本剛啓、宮崎真一
- プロップデザイン - めばち、今橋明日菜、吉田大洋
- 総作画監督 - 伊藤秀樹
- 美術監督 - 加藤浩
- 色彩設計 - 田中美穂
- 特殊効果 - 村上正博
- 3DCG監督 - 菅野高明
- モニターグラフィックス - 青木隆
- 撮影監督 - 佐藤哲平
- 編集 - 本田優規
- AI監修 - 松原仁、栗原聡、山川宏、松尾豊
- 音響監督 - 岩浪美和
- 音楽 - 朝倉紀行
- 音楽制作 - NBCユニバーサル・エンターテイメント
- プロデューサー - 山崎史紀、髙橋和彰、佐藤真理子、吉國勲、石渡正人、古市直彦、中塚進一、入江信子
- アニメーションプロデューサー - 本多史典、小板橋司
- アニメーション制作 - OLM×Production I.G×SIGNAL.MD
- 製作・著作 - アトム ザ・ビギニング製作委員会（博報堂DYミュージック&ピクチャーズ、NBCユニバーサル・エンターテイメント、フィールズ、NHKエンタープライズ、手塚プロダクション、OLM、Production I.G、スタジオマウス[35]）

### 主題歌
「解読不能」
After the Rainによるオープニングテーマ。作詞・作曲・編曲はまふまふ。
「光のはじまり」
南條愛乃によるエンディングテーマ。作詞は南條、作曲・編曲は未知瑠。

### 各話リスト
| 話数   | サブタイトル     | 脚本     | 絵コンテ   | 演出         | 作画監督                                 | メカニック 作画監督 | 放送日         |
| ------ | ---------------- | -------- | ---------- | ------------ | ---------------------------------------- | ------------------- | -------------- |
| 第01話 | 鉄腕起動         | 藤咲淳一 | 佐藤竜雄   | 朝倉カイト   | 伊藤秀樹                                 | 中原久文 吉田大洋   | 2017年 4月15日 |
| 第02話 | ベヴストザイン   | 藤咲淳一 | 名取孝浩   | 名取孝浩     | 熊谷哲也                                 | 中原久文 吉田大洋   | 4月22日        |
| 第03話 | それぞれの追跡   | 藤沢文翁 | 桑原智     | 桑原智       | 清水健一                                 | 中原久文 吉田大洋   | 4月29日        |
| 第04話 | 練大祭へようこそ | 森田繁   | 松川朋弘   | 松川朋弘     | 柳瀬譲二                                 | 中原久文 吉田大洋   | 5月6日         |
| 第05話 | 激走マルヒゲ運送 | 冨岡淳広 | 西村聡     | 前園文夫     | 小林一三                                 | 中原久文 吉田大洋   | 5月13日        |
| 第06話 | 7研壊滅す！      | 藤咲淳一 | 畑博之     | ありえゆうき | 高橋和徳                                 | 中原久文 吉田大洋   | 5月20日        |
| 第07話 | 蘭とTERU姫       | 森田繁   | 西田正義   | 又野弘道     | 山田桃子                                 | 中原久文 吉田大洋   | 6月3日         |
| 第08話 | ロボレス         | 冨岡淳広 | 松川朋弘   | 松川朋弘     | ふくだのりゆき、山村有里 Ryu Joong Hyeon | 中原久文 吉田大洋   | 6月10日        |
| 第09話 | シックス戦闘不能 | 藤沢文翁 | 前園文夫   | 前園文夫     | 小林一三                                 | 中原久文 吉田大洋   | 6月17日        |
| 第10話 | バトルロイヤル   | 森田繁   | 又野弘道   | 又野弘道     | 斉藤圭太                                 | 中原久文 吉田大洋   | 6月24日        |
| 第11話 | 対話             | 冨岡淳弘 | 朝倉カイト | 松浦直紀     | 伊藤秀樹                                 | 中原久文 吉田大洋   | 7月1日         |
| 第12話 | ビギニング       | 藤咲淳一 | 佐藤竜雄   | 佐藤竜雄     | Park Dae Yeal 服部益実、松岡謙治         | 中原久文 吉田大洋   | 7月8日         |

### 放送局
| 放送期間               | 放送時間           | 放送局  | 対象地域 | 備考     |
| ---------------------- | ------------------ | ------- | -------- | -------- |
| 2017年4月15日 - 7月8日 | 土曜 23:00 - 23:25 | NHK総合 | 日本全域 | 字幕放送 |

| 配信開始日    | 配信時間                   | 配信サイト             | 備考                     |
| ------------- | -------------------------- | ---------------------- | ------------------------ |
| 2017年4月16日 | 日曜 1:30（土曜深夜） 更新 | Amazonプライム・ビデオ | 見放題独占配信           |
| 2017年4月17日 | 月曜 15:00 更新            | ニコニコチャンネル     | 第1話無料、第2話以降有料 |

### BD
| 巻 | 発売日        | 収録話         | 規格品番  |
| -- | ------------- | -------------- | --------- |
| 1  | 2017年8月27日 | 第1話 - 第6話  | GNXA-1541 |
| 2  | 2017年10月4日 | 第7話 - 第12話 | GNXA-1542 |

- DVD版はレンタルのみ[40]。

### Webラジオ
音泉にて、Webラジオ『アトム ザ・ビギニング ７研 1031ラジオ』（アトム ザ・ビギニング ナナケン テンサイラジオ）が2017年4月3日から7月10日まで毎週月曜日に配信された。パーソナリティはA106役の井上雄貴に加え、天馬午太郎役の中村悠一とお茶の水博志役の寺島拓篤の2人が交代で担当した。
| NHK総合 土曜23:00 - 23:25枠                                 | NHK総合 土曜23:00 - 23:25枠                      | NHK総合 土曜23:00 - 23:25枠                |
| 前番組                                                      | 番組名                                           | 次番組                                     |
| ----------------------------------------------------------- | ------------------------------------------------ | ------------------------------------------ |
| 3月のライオン 第1シリーズ （2016年10月8日 - 2017年3月18日） | アトム ザ・ビギニング （2017年4月15日 - 7月8日） | THE REFLECTION （2017年7月22日 - 10月7日） |